# Кеплер, Анджела
Анджела Кей Кеплер (род. 1943) — новозеландская естествоиспытательница и автор. Окончила Университет Кентербери, Новая Зеландия. Степень доктора получила в Гавайском университете. Она получила учёную степень кандидата наук в Корнеллском университета Нью-Йорка.
Анджела Кеплер провела научные исследования на Гавайях, Аляске, в России и в Карибском море. 2 вида птиц названы в её честь: малый лесной певун (Dendroica angelae) — эндемик Пуэрто-Рико, в открытии которого она участвовала и вымерший гавайский погоныш (Porzana keplerorum).